# Maria Luisa av Spanien
För andra betydelser, se Maria Ludovika av Spanien.
Maria Luisa Josefina Antonieta Vicenta av Spanien, född 6 juli 1782 i San Ildefonso i Spanien, död 13 mars 1824 i Rom, var en spansk prinsessa. Hon var drottning av Etrurien som gift med gift med Ludvig av Parma, och regent som förmyndare för sin son mellan 1803 och 1807. Hon var sedan monark som regerande hertiginna av hertigdömet Lucca från 1815 till 1824.

## Bakgrund
Maria Luisa var dotter till kung Karl IV av Spanien och Maria Luisa av Parma och beskrivs som livlig och charmfull. Det fanns en överenskommelse om att Ludvig av Parma skulle gifta sig med en av Karls döttrar, och då han besökte Spanien valde han Maria Luisa, som då var tretton år gammal. Maria Luisa och Ludvig gifte sig den 25 augusti 1795. Deras relation blev lycklig. Ludvig beskrivs som vacker men sjuklig och passiv och mycket beroende av henne i allt, särskilt sedan han efter ett fall började få anfall av epilepsi. De stannade i Spanien efter bröllopet.

## Drottning av Etrurien
År 1800 slöt Napoleon förbund med Spanien där han erbjöd Ludvig och Maria Luisa det nyligen skapade Etrurien (Toscana) med Florens som huvudstad i utbyte mot Parma, på villkor att paret kom till Paris för att ta emot ämbetet av honom. Den 24 maj 1801 firades de i Paris som kung och drottning av Etrurien. Ludvig beskrevs som vacker men dum, Maria Luisa som ful men charmerande. Paret blev impopulära i Florens där de betraktades som Napoleons marionetter. År 1802 besökte de Spanien och vid återkomsten blev Ludvig så sjuk att Maria Luisa ensam fick utföra statens affärer.

## Etruriens regent
Ludvig dog 1803, och Maria Luisa blev regent för sin son. Hon grundade skolan för naturhistoria och vetenskap i Florens. Hon höll mottagningar för konstnärer och en offentlig bankett för 200 barn, som fick ta hem besticken efteråt. År 1807 bestämde sig Napoleon för att avsätta henne och gav henne order att lämna Florens omedelbart. Napoleon lovade henne i Milano kungadömet Norra Lusitanien, som han tänkte skapa efter erövringen av Portugal, mot att hon gifte sig med Lucien Bonaparte, och önskade att hon bosatte sig i Nice, men hon tackade nej. Hon reste till Spanien 1808, där hon agerade medlare mellan fadern och den franske generalen Joachim Murat.

## Fångenskap
Maria Luisa kallades med den övriga spanska kungafamiljen till Frankrike där hon tillfångatogs av Napoleon. Hon och den övriga familjen hölls sedan under arrest i Frankrike. Hon protesterade mot konfiskeringen av Parma, som var sonens arvland. Hon fick tillstånd att resa till Parma, men arresterades och hölls fången i Nice. Då hon försökte fly till England, dömdes hon att bli inlåst i klostret Santi Domenico e Sisto i Rom år 1811, medan sonen överlämnades i hennes fars vård. Hon fick tillstånd att träffa sin familj 1812. I fängelset skrev hon sina memoarer. Hon blev fri efter Napoleons fall 1814.

## Regent i Lucca
Vid Wienkongressen 1815 företrädde hon sin sons anspråk på Parma. Hon erbjöds Lucca, men accepterade inte förrän hon 1817 fick löftet att sonen skulle få både Lucca och Parma efter hennes och Marie Louise av Österrikes död. Hon fick även behålla titeln drottning. Det fanns planer på ett giftermål med Karl X av Frankrike. Hon regerade enväldigt och förbjöd en konstitution, färdigställde Palazzo Ducale i Lucca och Viareggio-porten, gynnade vetenskap samt Kyrkan och grundade 16 kloster. Hon dog av cancer.

## Barn
1. Karl II av Parma, född 1799, död 1883
2. Lovisa Charlotta av Parma, född 1802, död 1857